# Gergy
Gergy település Franciaországban, Saône-et-Loire megyében. Lakosainak száma 2569 fő (2022. január 1.). Gergy Saint-Loup-Géanges, Allerey-sur-Saône, Bey, Damerey, Demigny, Lessard-le-National, Sassenay, Verjux és Virey-le-Grand községekkel határos.

## Népesség
A település népességének változása:
| Lakosok száma | 2557 | 2544 | 2595 | 2545 | 2563 | 2581 | 2590 | 2582 | 2569 |
|               | 2013 | 2015 | 2016 | 2017 | 2018 | 2019 | 2020 | 2021 | 2022 |